# Jaskyňa v Havranej skale
Jaskyňa v Havranej skale je přírodní památka ve správě příspěvkové organizace Správa slovenských jeskyní.
Nachází se na území národního parku Slovenský ráj, v katastrálním území obce Stratená v okrese Rožňava v Košickém kraji. Území bylo vyhlášeno v roce 2013. Ochranné pásmo nebylo stanoveno.